# Амерички кутак у Београду
Амерички кутак Београд (енгл. American Corner Belgrade) је основан 16. маја 2003. у сарадњи са Библиотеком града Београда и амбасадом Сједињених Држава. Налази се у улици Македонска 22.

## Опште информације
Основан је 2003. године, а поново отворен 17. октобра 2006. у Дому омладине Београда. Амерички кутак је спонзорисан од стране амбасаде Сједињених Држава у Београду, а функционише по узору на јавне библитеке. Кутак посетиоцима нуди приступ информација о Сједињеним Државама путем мултимедијалних колекција, колекција књига, серијских публикација и интернета, као и кроз бесплатне програме.
Амерички кутак располаже простором где се организују креативне радионице, предавања, филмске пројекције, изложбе, трибине, састанци и друго, као и простор за читање и учење. Књижни фонд чине публикације на енглеском језику, а такође обухвата и референсну литературу, белетристику, публикације Владе Сједињених Држава, публикације о пословању, а део колекције доступан је и на Киндле уређајима. У оквиру кутка постоји могућност приступу информација о Сједињеним Америчким Државама и преко аудио и видео материјала, бесплатан је и отворен за све заинтересоване грађане.

## Галерија
- Зграда Америчког кутка у Београду
- Табла са натписом